# Международный район морского дна
Международный район морского дна — часть морского дна за пределами юрисдикции государств, т.е. за пределами национальных шельфов, имеющая особый правовой режим.

## История
В связи с постепенным истощением мировых запасов полиметаллов и других полезных ископаемых во второй половине XX века возник интерес к разведке и разработке месторождений на морском дне и в его недрах, в частности, добыче полиметаллических конкреций. В этой связи потребовалось определить правовой режим морского дна за пределами юрисдикции государств. На Конференции ООН по морскому праву этой проблеме уделялось большое внимание. Правовой статус международного района морского дна и режим использования его ресурсов закреплён в Части XI Конвенции ООН по морскому праву 1982 года.

## Правовой режим международного района морского дна согласно Конвенции по морскому праву
Согласно статье 136 Конвенции ООН по морскому праву международный район морского дна (далее —«Район») и его ресурсы являются общим наследием человечества. Государства не вправе претендовать на суверенитет и суверенные права и осуществлять их в отношении какой-либо части Района или его ресурсов.
Конвенция предусматривает создание Международного органа по морскому дну (МОМД), который действует от имени всего человечества. Согласно Конвенции деятельность в Районе осуществляется на благо всего человечества, а МОМД обеспечивает справедливое распределение финансовых и иных экономических выгод с помощью соответствующих механизмов (ст. 140 Конвенции).
Конвенция предусматривает, что разведка и разработка ресурсов Района возможна как отдельными государствами, так и Предприятием, осуществляющим эту деятельность по поручению Международного органа по морскому дну.
Кроме отдельных государств, действующих в ассоциации с МОМД, право осуществлять разведку и разработку полезных ископаемых на морском дне предоставляется и государственным предприятиям участников Конвенции, а также физическим и юридическим лицам под их юрисдикцией и контролем, за которых поручились участники Конвенции. Согласно предусмотренному Конвенцией механизму, разведка и разработка минеральных ресурсов Района осуществляется на основании утверждённого Органом плана работ (контракта). Параллельно предполагается осуществление аналогичной деятельности и Предприятием после его создания.
Одним из условий осуществления разведки и разработки ресурсов морского дна Конвенция ставит передачу соответствующих технологий развивающимся странам.
В Конвенции также предусматривались обязанности МОМД принимать правила и меры относительно предотвращения загрязнения окружающей среды и обязанность государств не создавать препятствий международному судоходству при размещении установок и сооружений для разведки и разработки ресурсов морского дна (ст. 147).
Конвенция декларировала принцип использования международного района морского дна и проведения научных исследований на нём исключительно в мирных целях (статьи 141 и 143 Конвенции).

## Соглашение об осуществлении Части XI Конвенции
В 1994 году резолюцией Генеральной Ассамблеи ООН было утверждено Соглашение об осуществлении Части XI Конвенции Организации Объединённых Наций по морскому праву, составляющее единое целое с Конвенцией и изменяющее положения некоторых статей Части XI в отношениях между его участниками. Не отступая от принципа, согласно которому ресурсы Района являются общим наследием человечества, Соглашение предусматривало при этом, что освоение ресурсов Района осуществляется в соответствии с разумными коммерческими принципами (Раздел 6 Приложения к Соглашению).
Соглашение определяет деятельность МОМД и его структур на первом этапе и, в частности, ставит задачи рассмотрения заявок на утверждение планов работы по разведке ресурсов морского дна и мониторинг выполнения планов, утверждённых в форме контрактов; разработки правил и процедур, необходимых для проведения деятельности в Районе и т.д (Раздел 1 Приложения). В 2000 году МОМД были разработаны и утверждены Правила поиска и разведки полиметаллических конкреций , а в 2010 году — Правила поиска и разведки полиметаллических сульфидов.
Раздел 7 Приложения предусматривает в перспективе распределение Органом помощи развивающимся странам, экономика которых пострадала от добычи ресурсов морского дна. Помощь будет складываться из платежей контракторов МОМД.